# Platin-Messwiderstand

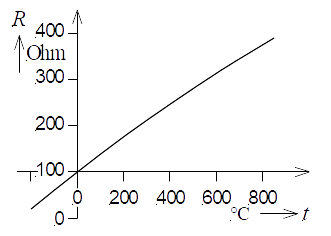
Kennlinie des Pt100

Platin-Messwiderstände sind Temperatur-Sensoren, die als Messeffekt die Abhängigkeit des elektrischen Widerstands von der Temperatur bei Platin anwenden. Sie sind ausgelegt zum Einbau in industrielle Widerstandsthermometer oder in eine integrierte Schaltung. Sie haben weite Verbreitung gefunden und sind in der EN IEC 60751 genormt. Durch ihre geringen Grenzabweichungen sind sie in aller Regel austauschbar ohne eine veränderte Parametrierung der auswertenden Messeinrichtung.
Die Normung umfasst den Bereich −200 °C bis 850 °C, der tatsächliche Einsatzbereich eines Platin-Messwiderstands ist meistens enger begrenzt und im Datenblatt spezifiziert.

## Nennwert
Platin-Messwiderstände werden nach ihrem Material und ihrem Nennwiderstand {\displaystyle R_{0}} bei einer Temperatur von 0 °C bezeichnet. Sehr stark verbreitet ist
- Pt100 ({\displaystyle R_{0}} = 100 Ω).

Außerdem haben höhere Nennwiderstände Bedeutung gefunden
- Pt500 ({\displaystyle R_{0}} = 500 Ω) und
- Pt1000 ({\displaystyle R_{0}} = 1 kΩ).

Die Spanne der möglichen Nennwerte reicht bis 10000 Ω.

## Genormte Vorgaben

### Widerstandskennlinie
Die Abhängigkeit des Widerstands {\displaystyle R_{t}=R(t)} eines Platin-Temperatursensors mit dem Nennwiderstand {\displaystyle R_{0}} von der Celsius-Temperatur {\displaystyle t} wird in EN IEC 60751 formelmäßig festgelegt, wie unter Widerstandsthermometer angegeben ist. Außerdem enthält die Norm für den Pt100 eine tabellarische Darstellung der Beziehung zwischen Temperatur und Widerstand (siehe auch Tabelle). Da sich bei steigender Temperatur der Widerstandswert erhöht, steigt bei sinkender Temperatur die Leitfähigkeit, so dass Platin-Temperatursensoren zur Gruppe der Kaltleiter gehören.
Die Realisierung dieser Festlegung ist nicht exakt, aber innerhalb der Grenzabweichungen möglich, die durch Genauigkeitsklassen spezifiziert werden.
Als charakterisierender Wert wird der mittlere Temperaturkoeffizient über die Spanne 0 … 100 °C angegeben. Er ergibt sich zu
{\displaystyle \alpha _{0}={\frac {\Delta R/R_{0}}{\Delta t}}={\frac {R_{100}-R_{0}}{R_{0}\cdot 100^{\;\circ }\mathrm {C} }}=3{,}85\cdot 10^{-3\;\circ }\mathrm {C} ^{-1}.}

### Genauigkeitsklassen
Für die Herstellungstoleranzen von Platin-Messwiderständen sind für drahtgewickelte Widerstände und Schicht-Widerstände je vier Genauigkeitsklassen festgelegt worden. Die zugehörigen Grenzabweichungen stimmen mit denen bei Platin-Widerstandsthermometern weitgehend überein.
Die Grenzabweichungen sind gegenüber denen bei genormten Thermoelementen kleiner, was einen wesentlichen Vorteil darstellt.

## Aufbau

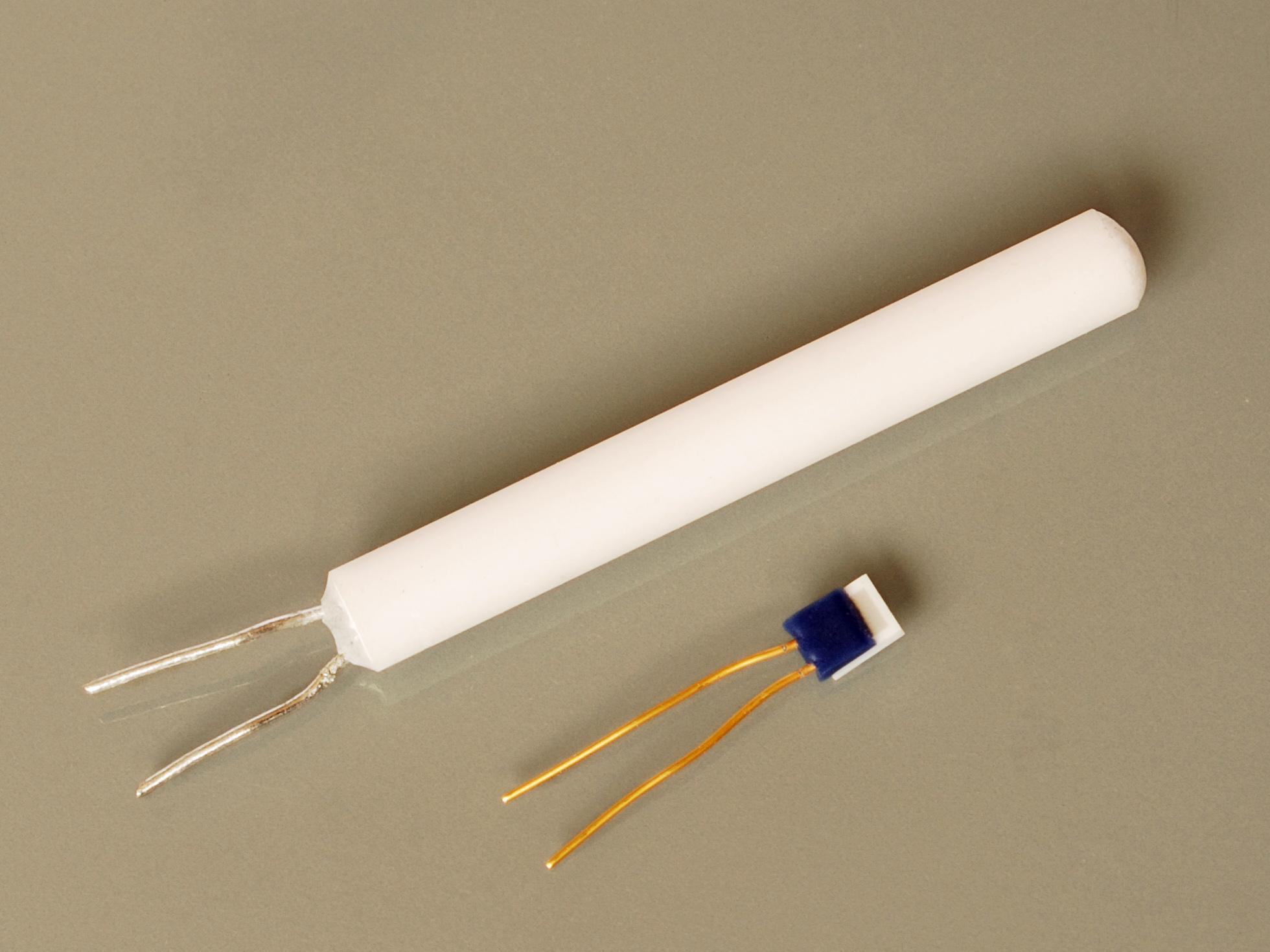
Drahtgewickelter und Dünnschicht-Messwiderstand

### Das Platin
Das Platin enthält eine gezielte Beimengung anderer Materialien, durch die es seine elektrischen Werte bei hohen Temperaturen weit weniger ändert als reines Material und eine höhere Langzeitstabilität besitzt.

### Die temperaturempfindliche Stelle
Platin-Messwiderstände lassen sich in zwei Untergruppen aufteilen. In ihrer messtechnischen Qualität, z. B. in ihren Grenzabweichungen, sind beide Techniken vergleichbar. In der Schichttechnik sind kleinere körperliche Maße möglich, so dass die zu messende Temperatur des Messgutes schneller angenommen und punktförmiger gemessen wird. Damit werden gelegentlich auftretende Nachteile minimiert, die sie gegenüber Thermoelementen aufweisen.

#### Draht-Messwiderstände
Das temperaturempfindliche Element wird von einem dünnen Platindraht gebildet (Durchmesser um 20 μm). Der Abgleich des Nennwiderstands erfolgt durch Kürzen des Platindrahts. Der Draht wird in vielen Windungen in einen Glasstab eingeschmolzen oder in eine Keramikmasse eingebettet und zum Schutz vor Korrosion in einem Glas- oder Keramikröhrchen als Gehäuse untergebracht. Gewickelte Fühler werden vor allem als Pt100 hergestellt und vorzugsweise für höhere Temperaturen verwendet.

#### Schicht-Messwiderstände
Das Platin wird in Dünnschichttechnik mäanderförmig auf einen Keramikträger aufgebracht. Nach dem Bonden der Anschlussdrähte und dem Abgleich des Nennwiderstands durch Lasertrimmen wird die Platinschicht mit einem Überzug versehen, um sie vor chemischen Einflüssen zu schützen. Der so hergestellte Dünnschicht-Sensor kann zusätzlich in ein Glas- oder Keramikröhrchen eingebaut und hermetisch dicht verschlossen werden, um seine mechanische und chemische Beständigkeit zu erhöhen. Vorteil von Dünnschicht-Sensoren ist neben der Formen-Vielfalt ihr rationelles Herstellungs- und Abgleichverfahren, der Einsatz geringerer Platinmengen und auch die Realisierbarkeit hochohmigerer Ausführungen. Sie werden bevorzugt dann eingesetzt, wenn die Temperaturen nicht hoch und die Langzeitstabilität nicht ausgesprochen gut sein muss.

### Bauformen
Je nach Anwendung befindet sich das Platin in Draht- oder Schichtform auf einem gläsernen oder keramischen Träger mit einer ebensolchen Ummantelung. Bei Draht-Messwiderständen ist herstellungsbedingt eine Ausführung in Form eines Wendels um einen zylindrischen Träger üblich (typische Wendel-Länge 7…55 mm, typischer Wendel-Durchmesser 1…5 mm). Für den Einsatz bei geringer chemischer und mechanischer Beanspruchung, zum Beispiel zur Temperaturmessung innerhalb von Geräten, ist kein weiterer Schutz vor Umwelteinflüssen nötig. Der elektrische Anschluss kann beispielsweise durch Einlöten in eine Platine oder durch Oberflächenmontage (SMD) erfolgen.
Im industriellen Einsatz hingegen sind der Schutz des Messwiderstands und seine einfache Montierbarkeit entscheidend. Beides wird durch den Einbau des Sensors in korrosions- und hitzefestem Material erreicht; dazu gibt es genormte Gehäuse als Messeinsatz. Dieser wird häufig noch zusätzlich durch ein Schutzrohr vom zu messenden Medium getrennt; Bilder dazu siehe unter Widerstandsthermometer.
Durch Einbau des Messwiderstandes in ein biegsames Rohr aus korrosionsbeständigem Stahl entsteht ein sogenanntes Mantelwiderstandsthermometer. Weitere Ausführungen gibt es zum Messen von Gastemperaturen, von Oberflächentemperaturen oder zum Einstechen in das zu messende Objekt. Der elektrische Anschluss dieser Messwiderstände wird durch fest montierte Leitungen oder Steckverbinder hergestellt.
Auch Folien werden als Träger verwendet. Das Platin wird in Draht-, Dünnschicht- oder Dickschicht-Technik aufgebracht.

## Messschaltung
Die elektrische Verbindung vom Widerstandsthermometer zur auswertenden Messeinrichtung gibt es in Zweileiter-, Dreileiter- oder Vierleiterschaltung. Bei der Dreileiter- und Vierleitermessung wird die Messabweichung durch den Widerstand seiner Anschlussdrähte eliminiert. Diese Messschaltungen sind im Artikel Widerstandsthermometer beschrieben.
Zur weiteren Verarbeitung des elektrischen Signals wird im einfachsten Fall der Spannungsabfall an dem von einem konstanten Messstrom durchflossenen Messwiderstand gemessen. Damit ist die Spannung {\displaystyle U} proportional zum Widerstand {\displaystyle R_{t}}. Bei der Wahl des Messstroms muss zwischen dem erzielbaren Nutzsignal, das mit dem Messstrom steigt, und der ebenfalls steigenden Messabweichung durch Eigenerwärmung des Sensors abgewogen werden. Differenzbildende Brückenverfahren lassen unmittelbar die Messung einer Spannung {\displaystyle U} proportional zur Widerstandsänderung {\displaystyle \Delta R_{t}} gegenüber einem festen Wert zu.
Messwiderstände mit großem Nennwert bieten in ihrer Messschaltung Vorteile gegenüber den herkömmlichen Pt100. Beispielsweise bei einem Pt1000 gegenüber einem Pt100 sind zu nennen:
1. Zur Erzielung gleicher elektrischer Spannung in einer Messschaltung kann die Stromstärke 1 zu 10 vermindert werden, ein wichtiges Argument bei batteriebetriebenen Geräten.
2. Ferner vermindert sich (bei 1 zu 10 verminderter Stromstärke) die Eigenerwärmung 1 zu 10, da der Strom quadratisch und der Widerstand linear in die Eigenerwärmung eingehen.
3. Bei gleichem absoluten Einfluss der in der Messschaltung enthaltenen Leitungswiderstände wird ihr relativer Einfluss 1 zu 10 kleiner, so dass die kostengünstigere Zweileiterschaltung eher ausreichend ist.

## Messwiderstände aus reinem Platin
Neben den nach IEC 60751 weltweit genormten Messwiderständen werden in Nordamerika und in fernöstlichen Staaten (mit fallender Tendenz) solche aus reinem Platin verwendet. Dafür gibt es entsprechende Normen, z. B. die japanische JIS C 1604. Der mittlere Temperaturkoeffizient solchen spektral reinen Platins beträgt {\displaystyle \alpha _{0}=3{,}92\cdot 10^{-3\ \circ }\mathrm {C} ^{-1}} 
Auch Normalwiderstandsthermometer (Standard Widerstandsthermometer, engl. Standard Resistance Temperature Devices, kurz SRTD), wie sie z. B. bei nationalen metrologischen Instituten im Einsatz sind, verwenden spektral reines Platin (99,999 % Pt) in Form frei aufgehängter Drahtwickel, um thermische Spannungen zu vermeiden. Die temperaturabhängige Widerstandskennline dieses reinen Platins wird von der internationalen Temperaturskala ITS-90 zur Interpolation der Temperaturskala zwischen den Fixpunkten verwendet.